# Połączony Komitet Wywiadu
Połączony Komitet Wywiadu (ang. Joint Intelligence Committee, JIC) – instytucja w Wielkiej Brytanii do spraw koordynacji, kontroli oraz oceny działań służb specjalnych. Komitet wspierany jest przez Wspólną Organizację Wywiadowczą (Joint Intelligence Organisation). Główną misją Komitetu jest ocena wydarzeń i sytuacji o znaczeniu ponadnarodowym między innymi w zakresie spraw zagranicznych, obrony, terroryzmu czy międzynarodowej sytuacji gospodarczej. Bada potencjalne zagrożenia i prowadzi w tym zakresie monitoring, stając się organem „wczesnego ostrzegania”. Zajmuje się ustalaniem priorytetów dla służb specjalnych w zakresie zapotrzebowania egzekutywy na informacje wywiadowcze. W ten sposób ustala on krótkoterminowe zadania dla poszczególnych służb.

## Historia

### Powstanie
Pierwsze idee stworzenia rządowego podejścia do oceny danych wywiadowczych miały miejsce jeszcze w grudniu 1923 r. Podstawą do powstania idei były już od dawna istniejące wywiady ekonomiczne i przemysłowe. Jednak uświadomiono sobie, że istnieje potrzeba stworzenia szerszego, międzywydziałowego systemu oceny danych wywiadowczych. Głównymi pomysłodawcami były członkowie sił zbrojnych.
Kluczową rolę w realizacji tej idei odegrał Maurice Hankey, który był twórca gabinetowego systemu rządowego. Pełnił funkcję sekretarzu gabinetu wojennego rządu premiera Davida Lloyda George’a. W okresie międzywojennym był również przewodniczącym Komitetu Obrony Imperialnej (Committee of Imperial Defence), sekretarzem Komitetu Szefów Sztabów (Chiefs of Staff) i przewodniczącym Komitetu Zastępców Szefów Sztabów (Deputy Chiefs of Staff). Zaproponował rozbudowę istniejącego międzyresortowego forum wywiadu w sprawach przemysłowych i utworzenie odrębnego komitetu wywiadu służb. Jego wysoka pozycja rządowa pozwalała mu na wywarcie skutecznego wpływu na członków rządu i promowanie idei rządowego podejścia do oceny danych wywiadowczych.
Dalsze dyskusje na temat stworzenia scentralizowanego systemu z inicjatywy Hankeya były podejmowane w 1935 r. w komisjach zarówno Komitetu Obrony Imperialnej, jak i w Komitecie Zastępców Szefów Sztabów. Doprowadziły one do wypracowania konsensusu na temat zasadności wprowadzenia zmian w system wywiadowczym. Jednak ze względu na obecne rozbieżności zdań postanowiono utworzyć specjalną podkomisję ad hoc, która zajmowałaby się opracowaniem tej idei. W jej skład weszli Maurice Hankey, który został przewodniczącym oraz trzech oficerów wojskowych odpowiedzialnych za działalność wywiadowczą, a mianowicie John Dill, wiceadmirał William James i wicemarszałek lotnictwa Christopher Courtney.
W rezultacie pracy komisji powstał raport pod tytułem „Centralna maszyna do koordynacji wywiadu” (Central Intelligence Coordination Machine). Został on przekazany 1 stycznia 1936 r. do rozpatrzenia komisjom Komitetu Obrony Imperialnej, Komitetu Szefów Sztabów oraz Komitetowi Zastępców Szefów Sztabów. Po kilkukrotnych zmianach został zatwierdzony. Wskutek tego powstał Międzywydziałowy Komitet Wywiadu (Inter-Service Intelligence Committee). Jednak jego działalność okazała się mało skuteczna. 16 czerwca 1936 roku zorganizowane zostało spotkanie, na którym dyskutowano o poszerzeniu jego funkcji. Postanowiono połączyć Międzywydziałowy Komitet Wywiadu oraz Połączony Komitet Planowania. Nowy organ otrzymał nazwę Połączonego Podkomitetu Wywiadu (Joint Intelligence Sub-Committee).
7 lipca 1936 r. w Whitehall odbyło się pierwsze posiedzenie Połączonego Podkomitetu Wywiadu. Przewodniczącym został Ralph Stivenson. Od tego czasu funkcjonował jako podkomitet Komitetu Szefów Sztabów aż do zakończenia II wojny światowej.

### II wojna światowa
Zwiększenie roli JIC nastąpiło w czasach II wojny światowej. Sprzyjały temu trzy kluczowe wydarzenia:
1. atak wojsk niemieckich na Norwegię
2. objęcie stanowiska ministra do spraw koordynacji i obrony przez Winstona Churchilla
3. udział przewodniczącego JIC Victora Cavendish-Bentincka w debacie Połączonego Komitetu Płanowania (Joint Planning Committee)

Niezdolność przewidzenia agresji Niemiec na Norwegię przez brytyjskie służby wywiadowcze uważano za wielki błąd dotychczas istniejącego systemu. Jednak stało się to przyczyną zwrócenia większej uwagi na JIC. Od maja 1940 r. Połączony Komitet Wywiadu zaczął odgrywać coraz większą rolę w planowaniu działań wojennych. Wyżsi urzędnicy państwowi zaczęli zwracać się do JIC z pytaniami, ponieważ sporządzane przez komitet raporty zawierały szeroki ogląd sytuacji, przewidywały możliwe zmiany zarówno krótkookresowe, jak i długookresowe.
Okres II Wojny Światowej potwierdził, że stworzony system rządowego podejścia do oceny danych wywiadowczych jest skuteczny i zapewnia większa precyzyjność i jakoś uzyskanych danych.

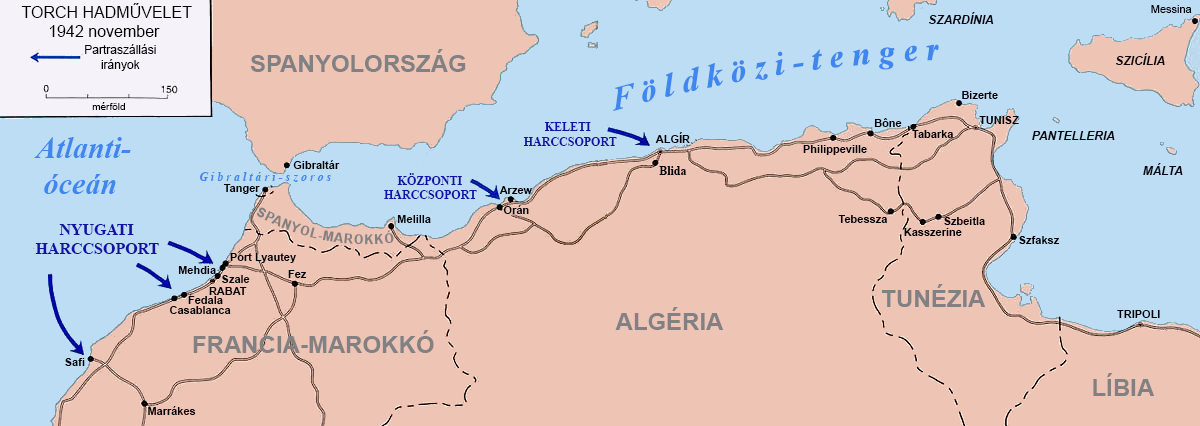
Przegląd operacji Torch

#### Operacja Torch
Połączony Komitet Wywiadu odegrał znaczącą rolę w planowaniu alianckiej operacji desantowej Torch w Afryce. JIC dokonał oceny sytuacji w regionie i sporządził raport, który został uznany za bardzo ważny i przekazany Komitetowi Szefów Sztabów. Raport zawierał kilka kluczowych punktów: reakcję na inwazję w krajach Afryki Północnej; oczekiwane poziomy oporu; krytyczne znaczenie osiągnięcia efektu zaskoczenia oraz skutki, jeśli nie zostanie osiągnięty. Oprócz konkretnych dokumentów na temat tego, w jaki sposób atak aliantów wpłynąłby na niemieckie wysiłki wojenne, JIC stworzył również analizy taktyczne, oparte na szyfrach Ultra i przeznaczone do użytku przez planistów i dowódców sił. Opisywał także spodziewany charakter opozycji i odpowiednie miejsca do inwazji. W miarę zbliżania się daty inwazji praca JIC nabierała większego znaczenia, a seria raportów skupiała się na tym, czy Niemcy byli świadomi planów aliantów.
8 listopada 1942 r. po miesiącach przygotowań został przeprowadzony udany wielokierunkowy atak na wybrzeże Afryki Północnej. W następstwie generał Dwight Eisenhower, odpowiedzialny za siły alianckie w Afryce Północnej, osobiście poprosił o przekazanie JIC swojej wdzięczności. Pogratulował komisji „nieocenionej pomocy”.

### Okres powojenny
Status Połączonego Komitetu Wywiadu został podniesiony z podkomisji do pełnego komitetu wkrótce po 1945 roku, od tego czasu był zaangażowany w prawie każdą kluczową decyzję dotyczącą polityki zagranicznej podejmowaną przez rząd brytyjski. W czasie zimnej wojny rola Połączonego Komitety Wywiadu ponownie się rozszerzyła. W 1957 r. został włączony do gabinetu Rady Ministrów, co według urzędników było „odzwierciedleniem poszerzonego zakresu i roli wywiadu”.

## Podstawa prawna
Ustawy regulujące brytyjski system wywiadu w tym i działalność Połączonego Komitetu Wywiadu to:
1. Intelligence Services Act 1994
2. Security Service Act 1989
3. Regulation of Investigatory Powers Act 2000[3]

## Struktura
Członkami Połączonego Komitetu Wywiadu (Joint Intelligence Committee – JIC) są wyżsi urzędnicy Ministerstwa Spraw Zagranicznych i Wspólnoty Narodów, Ministerstwa Obrony (w tym Szef Wywiadu Obronnego), Ministerstwa Spraw Wewnętrznych, Ministerstwa Handlu i Przemysłu, Ministerstwa Rozwoju Międzynarodowego, Ministerstwa Skarbu i Gabinetu Ministrów, szefowie trzech agencji wywiadowczych i Szef Sztabu ds. Ocen. W razie potrzeby w posiedzeniach mogą uczestniczyć szefowie także innych departamentów.
Komitet może tworzyć stałe i tymczasowe podkomitety i grupy robocze, jakie mogą być wymagane do wypełniania jego obowiązków.
Nadzór nad Komitetem sprawuje Komitet ds. Wywiadu i Bezpieczeństwa.

## Kierownictwo
Przewodniczącym Połączonego Komitetu Wywiadu jest stały sekretarz ds. wywiadu, Bezpieczeństwa. Przewodniczący jest również szefem Wspólnej Organizacji Wywiadowczej, w skład której wchodzą pracownicy ds. ocen, zespół analityków odpowiedzialnych za opracowywanie ocen wywiadowczych ze wszystkich źródeł oraz zawodowy kierownik ds. ocen wywiadowczych. Podlega on bezpośrednio Prezesowi Rady Ministrów, ma możliwość bezpośredniego kontaktowania się z szefem gabinetu.
Przewodniczący sprawuje ogólny nadzór nad pracami Komitetu, jest szczególnie odpowiedzialny za zapewnienie skutecznego wypełniania funkcji monitorującej i ostrzegawczej Komitetu.
Obecnym przewodniczącym Połączonego Komitetu Wywiadu (od 2019 r.) jest sir Simon Gass. Jest on też specjalnym przedstawicielem premiera ds. transformacji afgańskiej od sierpnia 2021 r. Wcześniej był komendantem Królewskiego Kolegium Studiów Obronnych.
Sir Simon był dyrektorem politycznym Biura Spraw Zagranicznych i Wspólnoty Narodów (FCO) w latach 2012–2015, gdzie odpowiadał za politykę wobec Bliskiego Wschodu, Rosji, Afryki, Azji Południowej i Środkowej, Organizacji Narodów Zjednoczonych i innych instytucji międzynarodowych.
Wcześniej zajmował szereg stanowisk politycznych i kierowniczych wyższego szczebla w FCO, w tym starszego cywilnego przedstawiciela NATO w Afganistanie oraz brytyjskiego ambasadora w Iranie i Grecji.
| Lp. | Osoba                      | Okres sprawowania funkcji |
| --- | -------------------------- | ------------------------- |
| 1.  | Sir Ralph Stevenson        | 1936–1939                 |
| 2.  | Victor Cavendish-Bentinck  | 1939–1945                 |
| 3.  | Sir Harold Caccia          | 1945–1948                 |
| 4.  | Sir William Hayter         | 1948–1949                 |
| 5.  | Sir Patrick Reilly         | 1950–1953                 |
| 6.  | Sir Patrick Dean           | 1953–1960                 |
| 7.  | Hugh S. Stephenson         | 1960–1963                 |
| 8.  | Sir Bernard Burrows        | 1963–1966                 |
| 9.  | Sir Denis Greenhill        | 1966–1968                 |
| 10. | Sir Edward Peck            | 1968–1970                 |
| 11. | Sir Stewart Crawford       | 1970–1973                 |
| 12. | Sir Geoffrey Arthur        | 1973–1975                 |
| 13. | Sir Antony Duff            | 1975–1979                 |
| 14. | Sir Antony Acland          | 1979–1982                 |
| 15  | Sir Patrick Wright         | 1982–1984                 |
| 16. | Sir Percy Craddock         | 1985–1992                 |
| 17. | Sir Rodric Braithwaite     | 1992–1993                 |
| 18. | Dame Pauline Neville-Jones | 1993–1994                 |
| 19. | Sir Paul Lever             | 1994–1996                 |
| 20. | Sir Colin Budd             | 1996–1997                 |
| 21. | Sir Michael Pakenham       | 1997–2000                 |
| 22. | Sir Peter Ricketts         | 2000–2001                 |
| 23. | Sir John Scarlett          | 2001–2004                 |
| 24. | Sir William Ehrman         | 2004–2005                 |
| 25. | Sir Richard Mottram        | 2005–2007                 |
| 26. | Sir Alex Allan             | 2007–2011                 |
| 27. | Sir Jon Day                | 2012–2015                 |
| 28. | Sir Charles Farr           | 2015–2019                 |
| 29. | Sir Simon Gass             | 2019–obecnie              |

## Rola Joint Intelligence Committe
Odpowiada za:
- ocenę wydarzeń i sytuacji związanych ze sprawami zewnętrznymi, obronnością, terroryzmem, poważną międzynarodową działalnością przestępczą, naukowymi, technicznymi i międzynarodowymi zagadnieniami gospodarczymi oraz innymi zagadnieniami ponadnarodowymi, w oparciu o tajne dane wywiadowcze, sprawozdawczość dyplomatyczną i materiały z otwartego źródła;
- monitorowanie i wczesne ostrzeganie o rozwoju bezpośrednich i pośrednich zagrożeń i szans w tych dziedzinach dla brytyjskich interesów lub polityk oraz całej społeczności międzynarodowej;
- kontrolowanie zagrożeń dla bezpieczeństwa w domu i za granicą oraz radzenie sobie z takimi problemami bezpieczeństwa, jakie mogą być do niego skierowane;
- przyczynianie się do formułowania oświadczeń dotyczących wymagań i priorytetów w zakresie zbierania danych wywiadowczych i innych zadań do wykonania przez agencje wywiadowcze;
- utrzymanie nadzoru nad zdolnościami analitycznymi społeczności wywiadowczej poprzez profesjonalnego kierownika ds. analiz wywiadowczych;
- utrzymywanie kontaktów z organizacjami wywiadu Wspólnoty Brytyjskiej i zagranicznej, w stosownych przypadkach, oraz rozważenie zakresu, w jakim jego produkt może być im udostępniony[5].

### Zadania
JIC ma trzy podstawowe funkcje:
- zajmuje się doradztwem premierowi i ministrom w sprawie priorytetów w zakresie gromadzenia i analizy danych wywiadowczych wspierających cele krajowe;
- okresowo kontroluje wyniki Agencji w spełnianiu nałożonych na nie wymogów windykacyjnych;
- kontroluje zapewnienie standardów zawodowych personelu analiz wywiadu cywilnego w zakresie działań związanych z wywiadem w rządzie Jej Królewskiej Mości.

#### Wymagania dotyczące agencji wywiadowczych stworzone przez JIC
Według tych wymagań agencje muszą:
- chronić terytoria Wielkiej Brytanii oraz obywateli i własność Wielkiej Brytanii przed szeregiem zagrożeń, w tym przed terroryzmem i szpiegostwem;
- zajmować się ochrona i promowaniem interesów obrony i polityki zagranicznej Wielkiej Brytanii;
- chronić i promować dobrobyt gospodarczy Wielkiej Brytanii;
- wspierać zapobieganie i wykrywanie poważnych przestępstw.

### Przykłady działalności

#### Rola w Iraq dossier
W 2003 r. JIC odegrał kontrowersyjną rolę w tworzeniu dokumentu, który nosił nazwę Irak dossier. Przy jego tworzeniu rząd Wielkiej Brytanii szczególnie podkreślił obecność zagrożenia stwarzanego przez iracką broń masowego rażenia w okresie poprzedzającym wojnę w Iraku. Pojawiły się zarzuty, że dossier został napisany specjalnie w sposób agitujący za przeprowadzenia akcji wojskowej. Dowody, tych zarzutów zostały przedstawione w Hutton Enquiry, przeglądzie sądowym ustanowionym w celu zbadania okoliczności prowadzących do śmierci wybitnego rządowego eksperta od broni, Davida Kelly’ego, który skrytykował treść dossier w nieoficjalnych briefingach dla dziennikarzy. Dr Kelly popełnił samobójstwo wkrótce po tym, jak jego tożsamość została ujawniona. Rozpoczęło się dochodzenie w sprawie lobbingu poprzez Irak Dossier. Członkowie JIC, John Scarlett i sir Richard Dearlove (obaj ówcześni szefowie MI6, Tajnej Służby Wywiadowczej) przedstawili dowody w dochodzeniu, w których argumentowali, że słowa użyte w dossier były zgodne z ich oceną informacji wywiadowczych dostępnych w tamtym czasie.

#### Syria
25 sierpnia 2013 odbyło się zebranie Komitetu w celach oceny sytuacji po szeroko rozpowszechnionych doniesieniach o użyciu broni chemicznej (CW) na przedmieściach Damaszku we wczesnych godzinach rannych 21 sierpnia 2013 r., w wyniku którego zginęło około 350 osób. Już 28 sierpnia Radzie Bezpieczeństwa Narodowego został przedstawiony dokument w którym przedstawiono istotne informacje i podsumowanie raportów i analiz.
Reżim syryjski używał śmiertelnej broni chemicznej 14 razy od 2012 roku, dlatego wszystkie informacje dotyczące możliwego użycia broni chemicznej poddano szczególnej analizie. W przeciwieństwie do poprzednich ataków, stopień zgłaszania użycia CW w dniu 21 sierpnia przez open source był istotny. W wyniku czego niewiele jest sporów dotyczących tego ataku.
JIC dysponował ograniczonym, ale rosnącym zespołem wywiadowczym, który potwierdził, że reżim był odpowiedzialny za ataki i że zostały one przeprowadzone w celu oczyszczenia opozycji ze strategicznych części Damaszku. JIC miał ogromne zaufanie do wszystkich swoich ocen, z wyjątkiem dokładnej motywacji reżimu do przeprowadzenia ataku na taką skalę.